# Soyouz TM-15
Soyouz TM-15 est la 15e expédition vers Mir, lancée en juillet 1992 du cosmodrome de Baïkonour. Elle a amené l'astronaute français Michel Tognini à bord de la station spatiale où il a mené différentes expériences à l'aide de matériel acheminé auparavant par le vaisseau Progress. Tognini a quitté Mir deux semaines plus tard avec Soyouz TM-14 tandis que les deux autres membres de l'équipage de Soyouz TM-15 sont retournés sur terre seuls en février 1993.

## Équipage
Décollage :
- Anatoly Solovyev (3)
- Sergei Avdeyev (1)
- Michel Tognini (1),  France

Atterrissage :
- Anatoly Solovyev (3)
- Sergei Avdeyev (1)

## Paramètres de la mission
- Masse : 7150 kg
- Périgée : 196 km
- Apogée : 216 km
- Inclinaison : 51,6°
- Période : 88,6 minutes